# ساتوشی کامیا
ساتوشی کامیا (به انگلیسی: Satoshi Kamiya) متولد ۶ ژوئن ۱۹۸۱ در ناگویا، ژاپن هنرمند اوریگامی است و سطح بین‌المللی به عنوان استاد در اوریگامی شناخته می‌شود.

## زندگی‌نامه
وی از دو سالگی شروع به یادگیری اوریگامی کرد و از سال ۱۹۹۵ طراحی مدل‌های اریگامی را آغاز کرد، از آن زمان صدها ساخته خود را منتشر کرده‌است. شاید مشهورترین طرح وی Ryu-Zin 3.5 باشد، یک اژدهای باستانی با استادی بسیار پیچیده شده بود و دارای دم، چنگال و شاخ است. جمع شدن صحیح کار تا یک ماه طول می‌کشد. کامیا برای طراحی‌های خود از مانگا، طبیعت و اسطوره‌های شرقی و غربی الهام گرفته‌است.
بسیاری از طرح‌های اوریگامی کامیا فوق‌العاده پیچیده هستند. مدل‌های اژدهای الهی (Divine Dragon) و اژدهای باستان (Ancient Dragon) او هر کدام به حدود ۲۷۵ مرحله برای ساخت نیاز دارند و حداقل باید از کاغذ مربع شکل ۵۰ سانتی‌متری یا فویل نازک ساخته شوند. Ryu-Zin 3.5 منحصر به فرد است، با این که الگوی آن دارای چین نامتقارن است، در عین حال یک مدل متقارن را تولید می‌کند.

## کتاب
او سه کتاب تألیف کرده‌است که مشهورترین آنها، Works of Satoshi Kamiya، ۱۹۹۵–۲۰۰۳ شامل نمودارهای نوزده مدل متوسط تا دشوار است. کتاب سوم کامیا، Satoshi Kamiya 2، ۲۰۰۲–۲۰۰۹، که در سال ۲۰۱۲ منتشر شد، شامل ۱۶ مدل است و در ادامه اولین کار او است. اگرچه بیشتر این مدل‌ها پیشتر در کتابها و مجلات مختلف چاپ شده بود، اما این کتاب شامل نمودارهای جدید و قبلاً منتشر نشده‌ای برای ققنوس معروف و پر از دم طولانی است.
در ژوئن ۲۰۱۹، وی جلد سوم مجموعه طرح‌های خود را منتشر کرد. این کتاب، آثار Satoshi Kamiya 3، شامل مدلهایی است که قبلاً در مجلات و کتابهای مختلف منتشر شده و همچنین مدلهایی که در کلاسهای اریگامی آموزش داده می‌شود، مانند Tiger and Zero Fighter.